# Despacho de farmacia

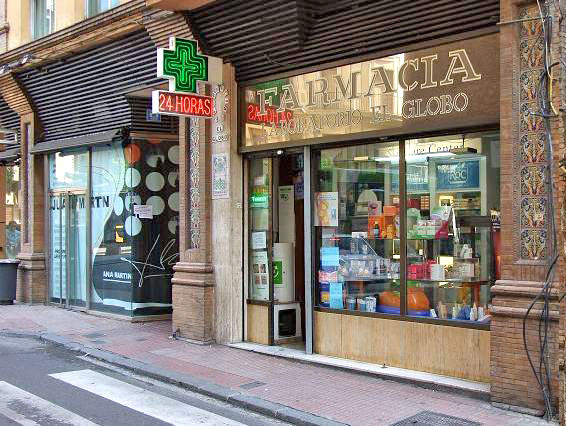
Despacho de farmacia en España

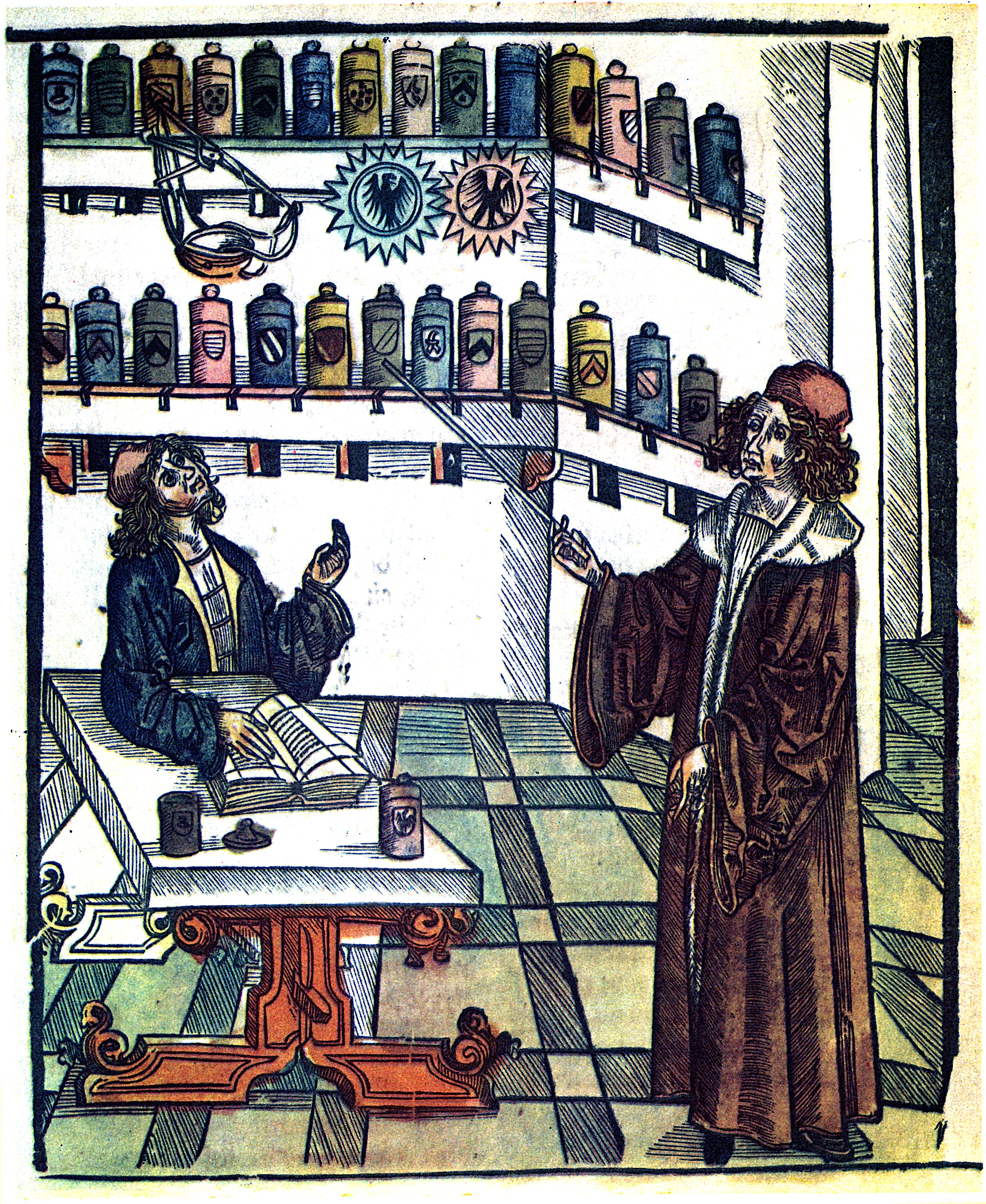
Doctor y farmacéutico. Das Buch des Lebens por Marsilius Ficinus, Florencia 1508.

El Despacho de farmacia es el establecimiento sanitario en que el farmacéutico entrega la medicación prescrita por el médico al paciente, y hace entrega de la información necesaria para su uso racional. Es un acto de responsabilidad profesional aislado en el tiempo, cuya sucesión en cada paciente puede generar un seguimiento farmacoterapéutico, descrito dentro de la atención farmacéutica.
El farmacéutico es el encargado de proporcionar la medicación prescrita por el médico, cuando fuera necesaria receta médica; o aquella otra solicitada por el consumidor o usuario, cuando no se requiera receta médica, y si así lo considera oportuno y adecuado para el paciente.